# Jordanita paupera
Jordanita paupera is een vlinder uit de familie bloeddrupjes (Zygaenidae). De wetenschappelijke naam is voor het eerst geldig gepubliceerd in 1887 door Christoph.
De soort komt voor in Europa.